# Беклемишев, Александр Васильевич
Алекса́ндр Васи́льевич Бекле́мишев (30 июля 1866, Витимск — ?) — генерал-майор (23.08.1919). Участник Белого движения.

## Биография
Родился 30 июля 1866 года в Витимске. Из почётных потомственных дворян. Окончил Сибирский кадетский корпус. В 1884 году — Константиновское артиллерийское училище. В 1897 году — Академию Генерального штаба. В 1909 году — Офицерскую артиллерийскую школу.
Участник Первой мировой войны, полковник, заведующий артиллерийской частью 1-й армии.
Летом 1918 года вступил в Народную армию Самарского Комуча. С этого времени он начальник артиллерийского управления военного округа, затем — исполняющий должность начальника отделения в Главном артиллерийском управлении войск А. В. Колчака.
В Красноярске 6 января 1920 года добровольно сдался в плен красноармейцам и был отправлен в распоряжение Особого отдела 5-й Красной Армии для прохождения фильтрации. Пройдя фильтрацию, переехал в Москву к жене, по дороге был в Омске повторно арестован ВЧК, однако отпущен по распоряжению И. П. Павлуновского.
По разным сведениям, скончался в Москве либо в 1928, либо в начале 1930-х гг.